# Aygul Idrisova
Aygul Idrisova (en russe : Айгуль Ильдусовна Идрисова, bachkir : Иҙрисова Айгөл Илдус ҡыҙы), née le 11 juillet 1995 à Ichimbaï en Bachkirie sous le nom de Aygul Ildusovna Idrisova, est une joueuse de dames internationales russe.
Grand maître international (GMIF), elle a été championne d'Europe en 2016 à Izmir en cadence lente. Elle a aussi fini deuxième au Championnat du monde en 2019 et sur la troisième marche du podium en 2017.
En parties rapides, elle est devenue championne du monde en 2020 à Antalya.
En blitz, elle devient en 2021 tour à tour championne d’Europe à Chianciano Terme et championne du monde à Julinek.